# Îles du Prince-Édouard
Pour la province du Canada, voir Île-du-Prince-Édouard.
Les îles du Prince-Édouard (en anglais : Prince Edward Islands) ou encore l’archipel du Prince-Édouard (anciennement les « îles Froides») sont situées à environ 1 730 km au sud-sud-est des côtes sud-africaines (aux environs de Port Alfred, province Cap-Oriental), dans le Sud-Ouest de l’océan Indien, dans la zone dite des quarantièmes rugissants.

## Découverte
Elles sont aperçues en 1663, mais la découverte est attribuée au navigateur français Marc Joseph Marion du Fresne, le 13 janvier 1772. Des chasseurs de phoques sont les premiers à débarquer en 1799.
Les deux Îles de l'"archipel" (et la plus petite d'entre-elles), furent nommées par James Cook en honneur du prince Édouard-Auguste de Kent (1767-1820), fils de George III, roi de Grande-Bretagne, gouverneur de Gibraltar et père de Victoria, elle-même reine du Royaume-Uni et d’Irlande, Impératrice des Indes, reine du Canada, reine d’Australie

## Composition
L’archipel est composé de deux îles volcaniques distantes de 22 km :
- l’île Marion (nommée ainsi en l'honneur de Marion du Fresne), 298 km2 ;
- l’île du Prince-Édouard, 47 km2.

## Faune
Les espèces de manchots vivant sur les îles sont :
- le Manchot papou ;
- le Manchot royal ;
- le Gorfou sauteur ;
- le Gorfou doré.

## Appartenance
Cet archipel subantarctique appartient à l’Afrique du Sud, qui l'a annexé en janvier 1948. Seule l’île Marion, avec une station météorologique et de recherche, est habitée par 10 à 12 chercheurs à l'année dans le cadre du programme antarctique national sud-africain .
Les îles sont classées site Ramsar depuis le 22 mai 2007.